# Войново (остановочный пункт)
Во́йново — остановочный пункт Горьковского направления Московской железной дороги в городском округе Орехово-Зуево Московской области. Последняя остановка этого направления в Московской области.
Название дано по деревне Войново-Горе, расположенной к северо-западу от остановочного пункта.
Состоит из двух платформ, соединённых только настилом через пути. Не оборудована турникетами.
Время движения от Курского вокзала около 1 часа 45 минут.